# Fremdkapitalquote
Die Fremdkapitalquote (englisch gearing ratio) ist eine betriebswirtschaftliche Kennzahl, die das prozentuale Verhältnis zwischen Fremdkapital und Bilanzsumme eines Unternehmens angibt. Komplementärbegriff ist die Eigenkapitalquote.

## Allgemeines
Zum Teil wird der Begriff „Fremdkapitalquote“ in der Praxis als Synonym für „Verschuldungsgrad“ verwendet. In der betriebswirtschaftlichen Fachliteratur versteht man unter Verschuldungsgrad jedoch zumeist eine gesonderte Kennzahl (nämlich Fremdkapital im Verhältnis zum Eigenkapital).
Die Fremdkapitalquote – auch Anspannungskoeffizient oder Anspannungsgrad genannt – ist neben der Eigenkapitalquote die bedeutendste vertikale Bilanzkennzahl, die Auskunft über die Kapitalstruktur eines Unternehmens gibt. Sie dient im Unternehmen selbst als Grundlage für Finanzierungsentscheidungen. Darüber hinaus interessiert sie externe Wettbewerber, Kreditinstitute, andere Gläubiger, Ratingagenturen und Gesellschafter (Aktionäre). Sie haben ein Interesse daran, die Kreditwürdigkeit jederzeit messen zu können. Dazu bedarf es der Transparenz der wirtschaftlichen Verhältnisse (Jahresabschlüsse), um aus diesen Unterlagen Informationen über das Kreditrisiko gewinnen zu können.

## Ermittlung
Im Rahmen der Jahresabschlussanalyse (kommunale Jahresabschlussanalyse) gehört die Fremdkapitalquote zur finanzwirtschaftlichen Analyse und dort zur Finanzierungsanalyse. Bei Verhältniszahlen wie der Fremdkapitalquote werden Bilanzpositionen gegenübergestellt, und zwar konkret das tatsächliche Fremdkapital und die Bilanzsumme (Gesamtkapital). Für die Ermittlung der Fremdkapitalquote ist zunächst erforderlich, die zum Fremdkapital gehörenden Bilanzpositionen zu identifizieren. Dazu sind Fremdkapitalpositionen auf ihren Fremdkapitalcharakter zu untersuchen. Die Formel für die Ermittlung lautet:
{\displaystyle {\text{Fremdkapitalquote}}={\frac {\text{Fremdkapital}}{\text{Bilanzsumme}}}}.

### Abgrenzung zum Eigenkapital
Wesentliche Bedeutung hat die – nicht immer leichte – Abgrenzung zwischen Eigen- und Fremdkapital für Analysten. Besteht auch nur die geringste Rückzahlungsmöglichkeit, gehört die entsprechende Bilanzposition zum Fremdkapital. Deshalb bilden alle Arten von Rückstellungen einen Teil des Fremdkapitals, da mindestens eine 50%ige Rückzahlungswahrscheinlichkeit vorhanden ist. Eine erfolgsunabhängige Verzinsung bei Mezzanine-Kapital  spricht ebenfalls für Fremdkapital.

### Fremdkapitalpositionen
Formales Fremdkapital sind die in § 266 Abs. 3 HGB unter Positionen B und C auf der Passivseite einer Bilanz aufgezählten Bestandteile. Das sind:
- Rückstellungen: hierzu gehören Pensionsrückstellungen, Steuerrückstellungen und sonstige Rückstellungen, insbesondere für Gewährleistungsverpflichtungen;
- Verbindlichkeiten:
  - aus Schuldverschreibungen,
  - gegenüber Kreditinstituten;
- Verbindlichkeiten aus Lieferungen und Leistungen (Kreditoren);
- erhaltene Anzahlungen;
- Wechselverbindlichkeiten;
- Konzernverbindlichkeiten.

## Betriebswirtschaftliche Bewertung
Die Höhe der ermittelten Fremdkapitalquote hat isoliert betrachtet wenig Aussagewert. Es hängt von Kriterien wie Wirtschaftszweig, Betriebszweck, Betriebsgröße und Rechtsform ab, ob ein Unternehmen eine angemessene Fremdkapitalquote aufweist.

### „Angemessenes“ Fremdkapital
Eindeutige betriebswirtschaftliche Grundsätze, die nach Betriebszweck und Betriebsgröße eines Unternehmens Maßstäbe für dessen Kapitalisierung abgeben könnten, stehen nicht zur Verfügung. Auch allgemeine Regeln über das Verhältnis von Eigenkapital zu Fremdkapital fehlen.
Das komplementäre „angemessene Eigenkapital“ ist ein unbestimmter Rechtsbegriff, der die Eigenmittel eines Unternehmens ins Verhältnis zu seiner Bilanzsumme setzt. Als angemessen gilt jedenfalls in steuerrechtlicher Hinsicht ein Eigenkapital, das mit der Kapitalstruktur gleichartiger Unternehmen der Privatwirtschaft im maßgebenden Zeitraum vergleichbar ist. Nach den Körperschaftsteuerrichtlinien 2004 ist eine angemessene Eigenkapitalausstattung grundsätzlich gegeben, „wenn das Eigenkapital mindestens 30 % des Aktivvermögens beträgt“, mithin also das Fremdkapital höchstens 70 % der Aktiva erreicht. Für Besteuerungszwecke wird also vom Anlagendeckungsgrad ausgegangen und das Eigenkapital dann als angemessen eingestuft, wenn der Anlagendeckungsgrad (I) 30 % beträgt und somit 70 % des Anlagevermögens über Fremdkapital zu finanzieren sind.

### Kriterien der Fremdkapitalquote
- Die durchschnittliche Höhe der Fremdkapitalquote ist stark branchenabhängig. So verfügen Kreditinstitute typischerweise über eine vergleichsweise hohe Fremdkapitalquote von meist über 85 %.[8] Bei anlagenintensiven Betrieben des verarbeitenden Gewerbes ist die Fremdkapitalquote dagegen im Durchschnitt relativ niedrig. Eine häufig genannte Faustregel besagt, dass bei Nicht-Banken die Eigenkapitalquote zumindest 20 % ausmachen sollte, d. h. die Fremdkapitalquote nicht mehr als 80 %.[9]
- Betriebsgröße: Großunternehmen weisen tendenziell eine niedrigere Fremdkapitalquote als kleine Betriebe auf. Die Fremdkapitalquote und Unternehmensgröße scheinen tendenziell positiv zu korrelieren, denn je kleiner die untersuchten Unternehmen, umso höher ist die Quote.[10]
- Rechtsform: Personengesellschaften verfügen über relativ hohe Fremdkapitalquoten, da mindestens ein Vollhafter mit seinem – aus der Bilanz nicht ersichtlichen – Privatvermögen unbeschränkt haftet. Kapitalgesellschaften weisen hingegen niedrigere Fremdkapitalquoten auf, da sie oft zu den anlagenintensiven Branchen gehören.

## Betriebswirtschaftliche Folgen
Die Fremdkapitalquote ist für die Kreditwürdigkeit eines Unternehmens eine bedeutende Kennzahl.
Eine hohe Fremdkapitalquote bedeutet eine hohe Abhängigkeit von Gläubigern und entsprechend damit einhergehenden hohen Zinsaufwands- und Tilgungszahlungen. Das führt zu ungünstigen Schuldenkennzahlen wie etwa dem Schuldendienstdeckungsgrad. Mit einer niedrigen Fremdkapitalquote geht normalerweise auch ein niedriger Zinsdeckungsgrad einher, weil Schulden Zins- und Tilgungszahlungen auslösen, die aus dem Umsatzprozess zu finanzieren sind. Eine hohe Fremdkapitalquote hingegen erhöht wegen des hohen Schuldendienstes die Ertragsrisiken, weil mehr Gewinne für den Zinsaufwand verbraucht werden und damit bei zunehmender Verschuldung auch der Break-even-Point ansteigt (cost leverage). Dadurch bringt eine hohe Fremdkapitalquote Beschäftigungsrisiken mit sich. Zudem trägt eine hohe Fremdkapitalquote zur Erhöhung künftiger Liquiditäts- und Refinanzierungsrisiken bei.
Mit einer niedrigen Fremdkapitalquote ist eine hohe Tragfähigkeit für entstehende Verluste verbunden, so dass derartige Unternehmen weniger krisenanfällig sind und das Ausfallrisiko für Gläubiger abnimmt. Eigenkapitalstarke Unternehmen können Verluste über einen längeren Zeitraum hinweg aus dem Eigenkapital auffangen und sind insolvenzfester als unterkapitalisierte Betriebe, bei denen im Extremfall eine Überschuldung drohen kann. Niedrige Fremdkapitalquoten signalisieren den Gläubigern, dass die Gesellschafter des Unternehmens bereit sind, das Investitionsrisiko selbst zu tragen.
Eine hohe Fremdkapitalquote führt indes aus Sicht des financial leverage zu einer hohen Eigenkapitalrendite (Leverage-Effekt). Dies ist einer der wenigen positiven Effekte einer hohen Fremdkapitalquote. Solange die Fremdkapitalzinsen wegen einer geringen Fremdkapitalquote niedriger sind als die Gesamtkapitalrentabilität, kann mit einer steigenden Fremdkapitalquote die Eigenkapitalrentabilität gesteigert werden und umgekehrt. Eine hohe Fremdkapitalquote kann ein Krisenindikator sein, da die Schwierigkeiten, die mit ihr verbunden sind, „wie die Überbrückung von Liquiditätsengpässen, der Erhalt von Bankkrediten und die Durchführung von notwendigen Investitionen, erhöhen das Risiko […] erheblich, in eine Krisensituation zu geraten oder gar mit einer Insolvenz konfrontiert zu sein“.

## Weitere vergleichbare Kennzahlen
- Verschuldungsgrad
- Return on Investment